# Cleghornia malaccensis
Cleghornia malaccensis là một loài thực vật có hoa trong họ La bố ma. Loài này được (Hook.f.) King & Gamble mô tả khoa học đầu tiên năm 1908.